# Tain
Tain (en gaélico escocés: Baile Dhubhthaich, pueblo de Duthac) es un pueblo y un burgo real ubicado en el condado histórico de Ross and Cromarty, en el consejo unitario de Highland en Escocia, Reino Unido. Está en la carretera A9 de Gran Bretaña que enlaza el sur de Escocia con el norte (Caithness).